# Discoglossus scovazzi
Discoglossus scovazzi é uma espécie de anfíbio da família Discoglossidae.	
Pode ser encontrada nos seguintes países: Marrocos, Espanha (Ceuta e Melilla) e possivelmente em Argélia.
Os seus habitats naturais são: florestas temperadas, matagais mediterrânicos, rios, rios intermitentes, marismas de água doce e marismas intermitentes de água doce.
Está ameaçada por perda de habitat.